# Reteporella cyclostoma
Reteporella cyclostoma är en mossdjursart som först beskrevs av Harmer 1934.  Reteporella cyclostoma ingår i släktet Reteporella och familjen Phidoloporidae. Inga underarter finns listade i Catalogue of Life.